# Tomás Romero
Tomás Romero, né le 19 décembre 2000 à Cherry Hill aux États-Unis, est un footballeur international salvadorien. Il joue au poste de gardien de but au New York City FC.

## Biographie

### Jeunesse et formation
Né à Cherry Hill aux États-Unis, Tomás Romero est formé par le Real Jersey FC puis l'Union de Philadelphie.

### Parcours universitaire
En décembre 2017, il s'engage auprès de l'Université de Georgetown pour jouer au soccer au niveau universitaire à partir de 2019,. Il fait ses débuts, remporte sa première victoire et effectue son premier blanchissage le 2 septembre contre les Temple Owls. En novembre 2019, il est nommé gardien de but de la semaine de la Big East. Un mois plus tard, il aide les Hoyas de Georgetown à remporter le titre national, en réalisant l'arrêt décisif lors de la séance de tirs au but, pour mener les Hoyas à leur tout premier titre national en soccer,. Il ne joue pas en 2020, la saison ayant été annulée en raison de la pandémie de Covid-19.

### Carrière en club

#### Débuts au Steel de Bethlehem (2016-2019)
Le 10 septembre 2016, Romero est appelé par le Steel de Bethlehem, club affilié de l'Union de Philadelphie en USL Championship, pour servir de gardien de réserve lors d'un match contre le Battery de Charleston. Pendant l'intersaison, il participe au camp d'entraînement du Steel et de l'Union de Philadelphie. Le 1er avril 2017, il fait ses débuts professionnels à l'âge de 16 ans pour le Steel, contre les Rhinos de Rochester. Il devient ainsi le plus jeune gardien de but à commencer un match en USL. Titulaire pendant cette rencontre, son équipe s'incline sur le score de trois buts à deux. En juillet 2019, il est nommé joueur de la semaine de l'USL,, après avoir enregistré un record de 11 arrêts en lors d'une victoire 1-0 contre Louisville City le 20 juillet 2019. À l'automne 2020, il s'entraîne avec le Philadelphia Union II (rebaptisé Bethlehem Steel), après l'annulation de la saison des Hoyas en raison de la pandémie de Covid-19.

#### Los Angeles FC et prêt au Lights de Las Vegas (2021-2022)
En janvier 2021, il rejoint le Los Angeles FC en Major League Soccer, après avoir acquis ses droits auprès de l'Union pour 50 000 dollars d'allocation monétaire. Il signe officiellement son premier contrat professionnel avec le LAFC le 1er février 2021,. Il commence la saison 2021 en prêt avec l'équipe affiliée du club en USL, les Lights de Las Vegas. Le 23 juin 2021, Romero fait ses débuts en MLS avec le LAFC lors d'une victoire 2-0 contre le FC Dallas, réalisant un blanchissage,. Il retourne à Las Vegas sous forme de prêt en 2022. Il fait partie de l'équipe du LAFC qui remporte la Coupe de la MLS 2022, bien qu'il n'ait disputé aucun match cette saison-là. Après la saison 2022, le Los Angeles FC décline son option club pour la saison 2023.

#### Toronto FC (2023)
En novembre 2022, lors du repêchage de la MLS, le Toronto FC engage le joueur pour la saison 2023, le réunissant à nouveau avec Bob Bradley, qui était son ancien entraîneur en chef au LAFC en 2021,. En 2023, il est prêté en équipe réserve, le Toronto FC II, pour quelques matches. Il fait ses débuts le 23 avril contre l'Union de Philadelphie II. Il fait ses débuts en équipe première le 8 juillet contre St. Louis City. À la fin de la saison 2023, le club décline son option pour la saison 2024.

#### New York City FC (depuis 2024)
En février 2024, il signe un contrat d'un an avec le New York City FC,.

### Carrière internationale
En août 2016, il est appelé pour la première fois avec le Salvador chez les moins de 17 ans. Il fait ses débuts lors du tournoi de qualification centraméricain pour le Championnat des moins de 17 ans de la CONCACAF 2017, le 21 novembre 2016, contre le Belize. Il représente ensuite l'équipe au Championnat des moins de 17 ans de la CONCACAF 2017 au Panama. Il joue également avec l'équipe lors des Jeux bolivariens de 2017.
En juin 2019, il est appelé avec les moins de 23 ans pour les qualifications olympiques. Il fait ses débuts contre Haïti le 26 mars 2021.
Le 31 mai 2021, la Fédération du Salvador de football publie une déclaration selon laquelle Romero avait décliné une invitation de l'équipe senior du Salvador parce qu'il voulait conserver la possibilité de jouer pour les États-Unis. Cependant, il fait machine arrière et s'engage avec le Salvador. Il reçoit sa première sélection en équipe du Salvador le 4 décembre 2021, contre l'Équateur. Lors de cette rencontre amicale, les deux équipes se neutralisent sur le score d'un but partout.